# 白鷹 (水雷艇)
| 白鷹            |                                                                   |
| 艦歴            |                                                                   |
| 計画            | 1896年度                                                          |
| 起工            | 1899年3月/1899年1月24日。                                         |
| 進水            | 1899年6月10日                                                     |
| 竣工            | 1900年6月22日/1900年4月27日                                       |
| 除籍            | 1922年11月15日雑役船へ                                            |
| その後          | 1926年廃船、売却                                                  |
| 要目            |                                                                   |
| 排水量          | 常備：127トン                                                     |
| 全長            | 垂線間長：46.50m (152ft 6in 3/4)                                  |
| 全幅            | 5.10m (16ft 8in 25/32)                                            |
| 吃水            | 1.25m (4ft 1in 7/32)                                              |
| 機関            | ソーニクロフト式缶2基 直立式3気筒3段膨張レシプロ2基 2軸 2,600馬力 |
| 速力            | 28ノット（計画）、25.14ノット（公試）                             |
| 航続距離        |                                                                   |
| 燃料            | 石炭：25トン（満載）                                              |
| 乗員            | 30名                                                              |
| 兵装 （1920年） | 5.7cm山内式単装速射砲3基 45cm水上魚雷発射管 単装旋回式3基         |

白鷹（しらたか）は日本海軍の水雷艇。艦名は羽毛が白みを帯びた鷹の総称を意味する。

## 概要
当初「120トン2号水雷艇」と仮称し1900年（明治33年）にドイツ・シーシャウ社で建造、三菱長崎造船所で組み立てられた。フランス・ノルマン社建造の「隼」との比較の結果、隼型水雷艇が量産され、そのため本艇に同型艦は無かった。艦型は太い1本煙突をもった独特のシルエットを有していた。
竣工後は竹敷要港部に所属、日露戦争では旅順攻略戦に参加、日本海海戦には第16艇隊の司令艇として参加した。1922年（大正11年）11月15日雑役船（曳船兼交通船）に編入、1926年（大正15年）1月18日廃船、同年4月6日売却された。